# Faculdade de Comunicação de Pontevedra
A Faculdade de Comunicação de Pontevedra é uma faculdade de comunicação espanhola fundada em 1993 em Pontevedra e sediada no campus da Xunqueira.

## História
A Faculdade de Ciências Sociais de Pontevedra, que está na origem da actual Faculdade de Comunicação, foi criada pelo Decreto 192/1993, de 29 de Julho, no seu artigo 19º. A licenciatura em Publicidade e Relações públicas, a única no sistema universitário galego, foi a primeira a ser implementada na Faculdade. O decano-comissário que elaborou o programa da nova licenciatura foi Alejandro Pizarroso Quintero, professor na Faculdade de Ciências da Informação da Universidade Complutense de Madrid. O programa foi aprovado a 1 de Julho de 1994.
A Faculdade de Ciências Sociais começou a funcionar em Pontevedra a 10 de Outubro de 1994 num edifício temporário, o antigo Hospício Provincial na Rua Sierra, onde permaneceu até 2000, quando o novo grande edifício da Faculdade construído no Campus da Xunqueira, desenhado pelo arquitecto de Santiago de Compostela José Carlos Arrojo Lois, iniciou a sua actividade.
Em 1999, pelo Decreto 250/1999 de 9 de Setembro, no artigo 4º, foram previstos estudos de gestão e administração pública como segundo grau universitário a ser obtido na faculdade.
Em Maio de 2003, a faculdade foi autorizada a oferecer uma licenciatura em comunicação audiovisual e o nome da faculdade foi alterado de Ciências Sociais para Faculdade de Ciências Sociais e Comunicação.
A 7 de Julho de 2022, pelo Decreto 133/2022, foi criada a Faculdade de Gestão e Direcção Pública no campus de Pontevedra, e a licenciatura em Gestão e Direcção Pública é agora oferecida nesta faculdade.
Em 29 de Dezembro de 2022, pelo Decreto 230/2022 do Ministério Regional da Educação, o corpo docente foi rebaptizado Faculdade de Comunicação.

## Instalações
A biblioteca central do campus de Pontevedra está localizada no primeiro andar da faculdade. O edifício tem dois estúdios de rádio e dois estúdios (televisão e cinema). Tem também uma sala Pro Tools, onde pode ser filmada uma demo profissional, doze cabines de edição Avid e várias salas de informática.

## Equipa decanal
O Decano da Faculdade é Xosé Manuel Baamonde Silva, e os Vice-Decanos são José Pita, Xabier Martínez Rolán e Rosa Ricoy Casas. A secretária é Silvia García Mirón. 

## Actividades
A faculdade acolhe uma semana de conferências e actividades de formação centradas na criatividade publicitária e audiovisual, que têm lugar em Abril. Estão agrupadas sob o nome de Culturkata, com a participação de profissionais de renome e antigos licenciados como oradores.

## Cultura
No final de Abril, a principal festa no campus de Pontevedra, Santa Kata ou Santa Catabirra, é dedicada à padroeira da Faculdade de Comunicação, Santa Catarina de Siena. Milhares de jovens de toda a Galiza participam nesta festa.

## Galeria

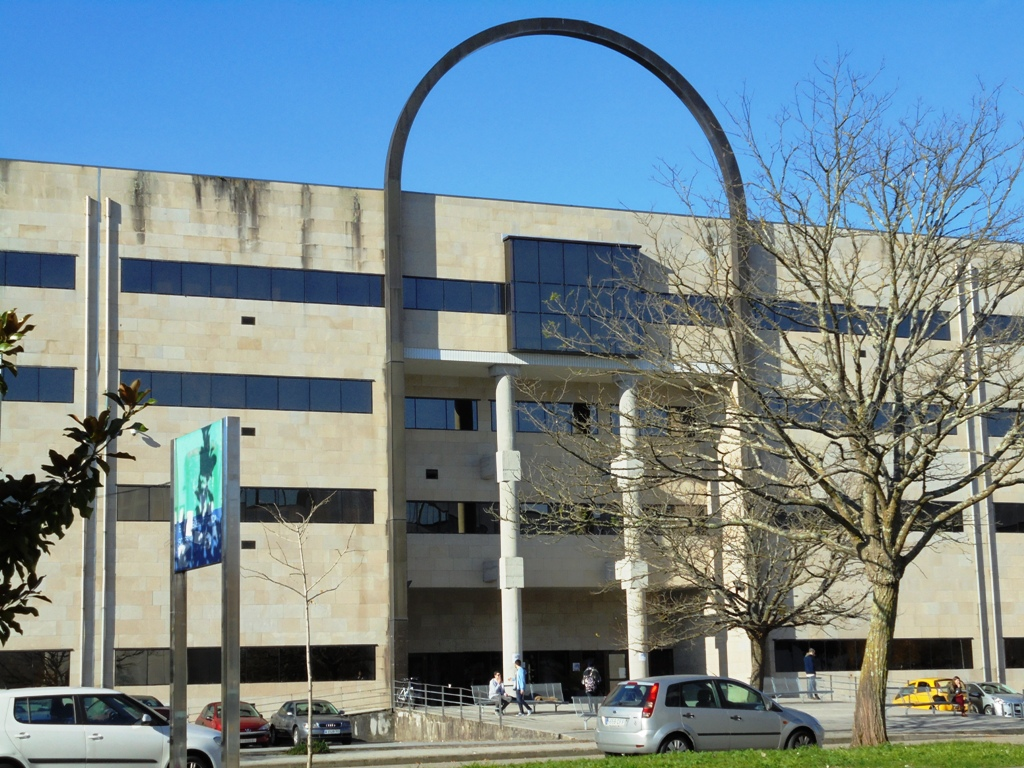
Entrada da faculdade
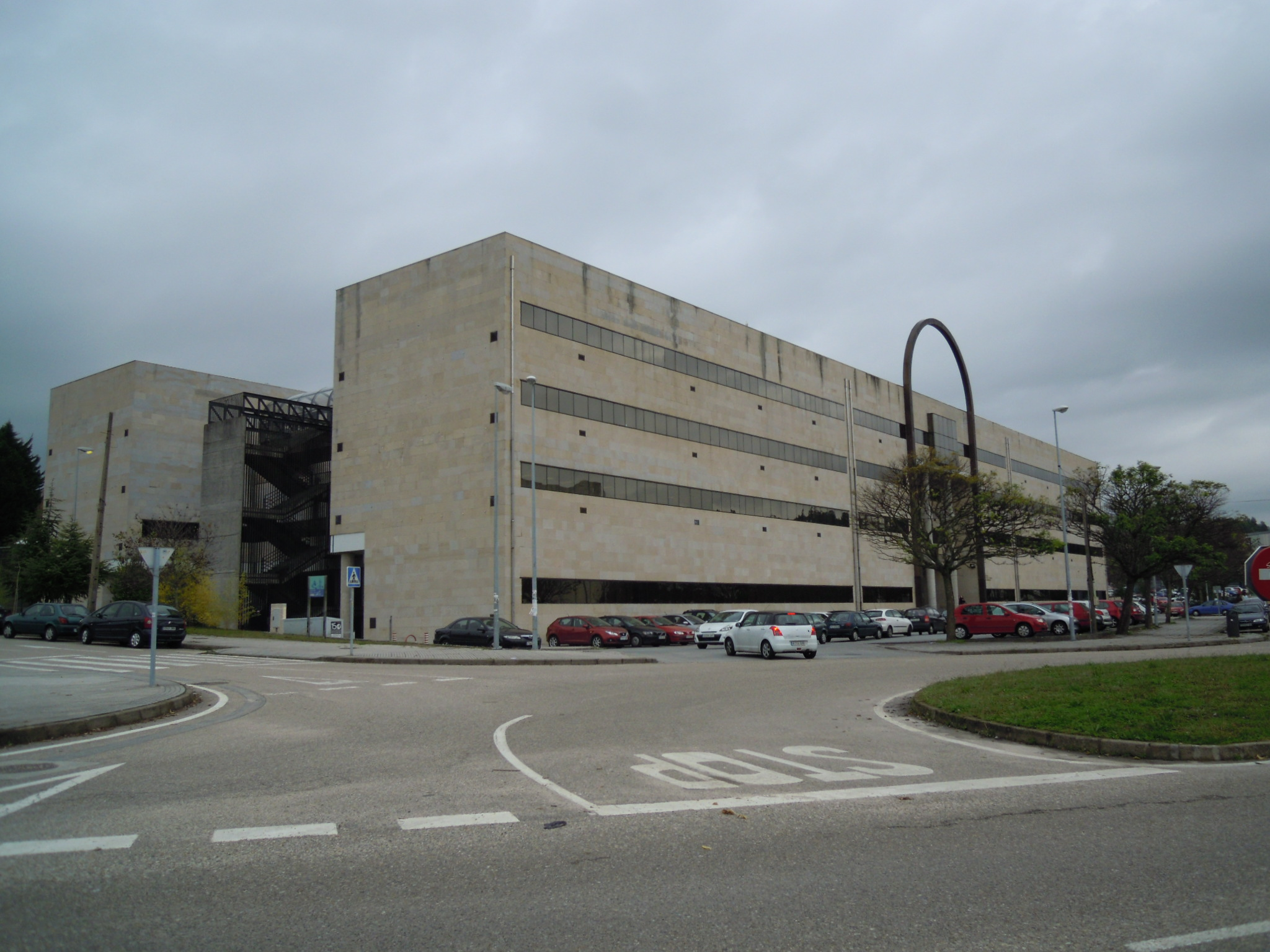
Fachada sul
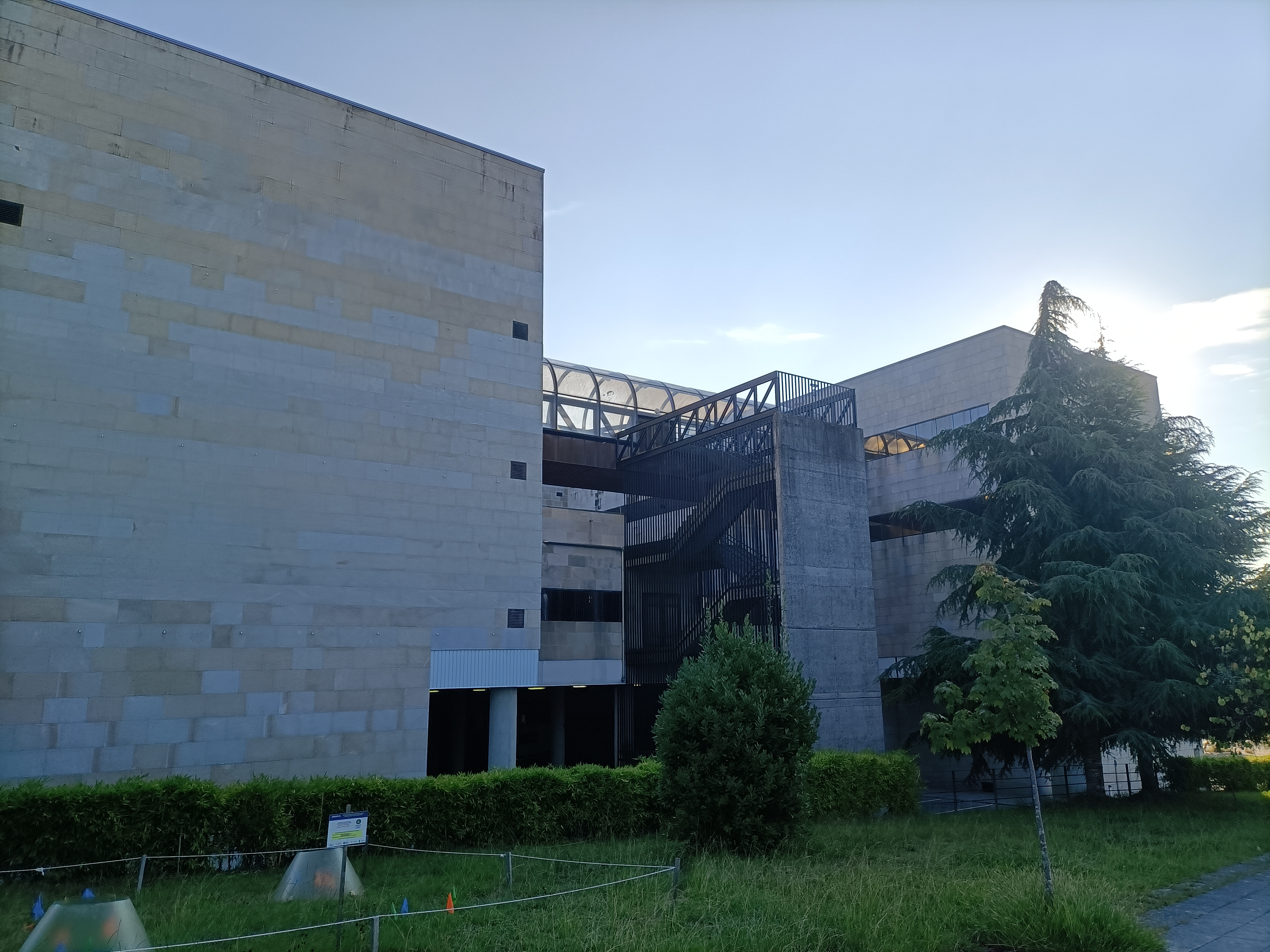
Fachada lateral sudoeste
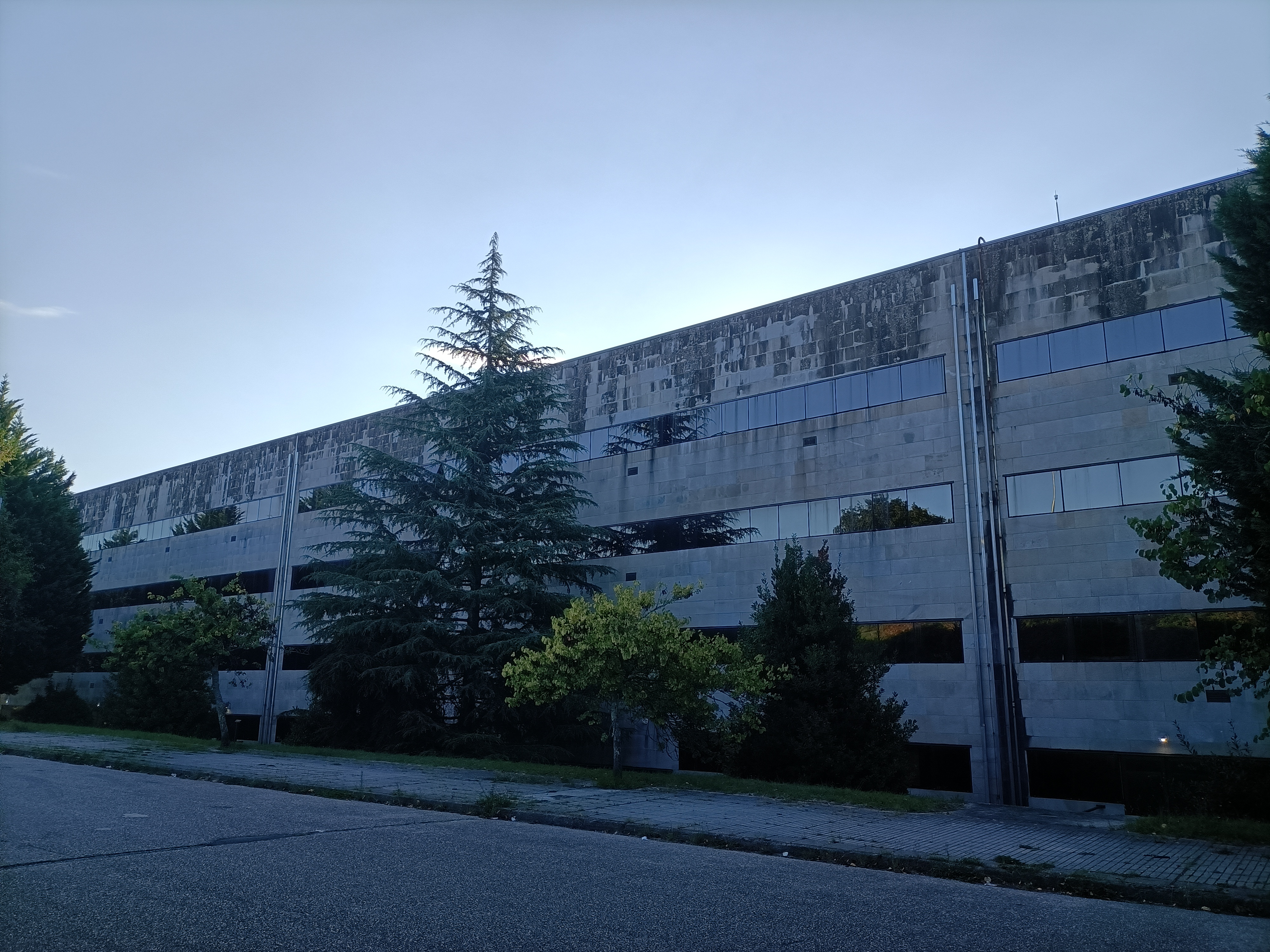
Fachada traseira da faculdade
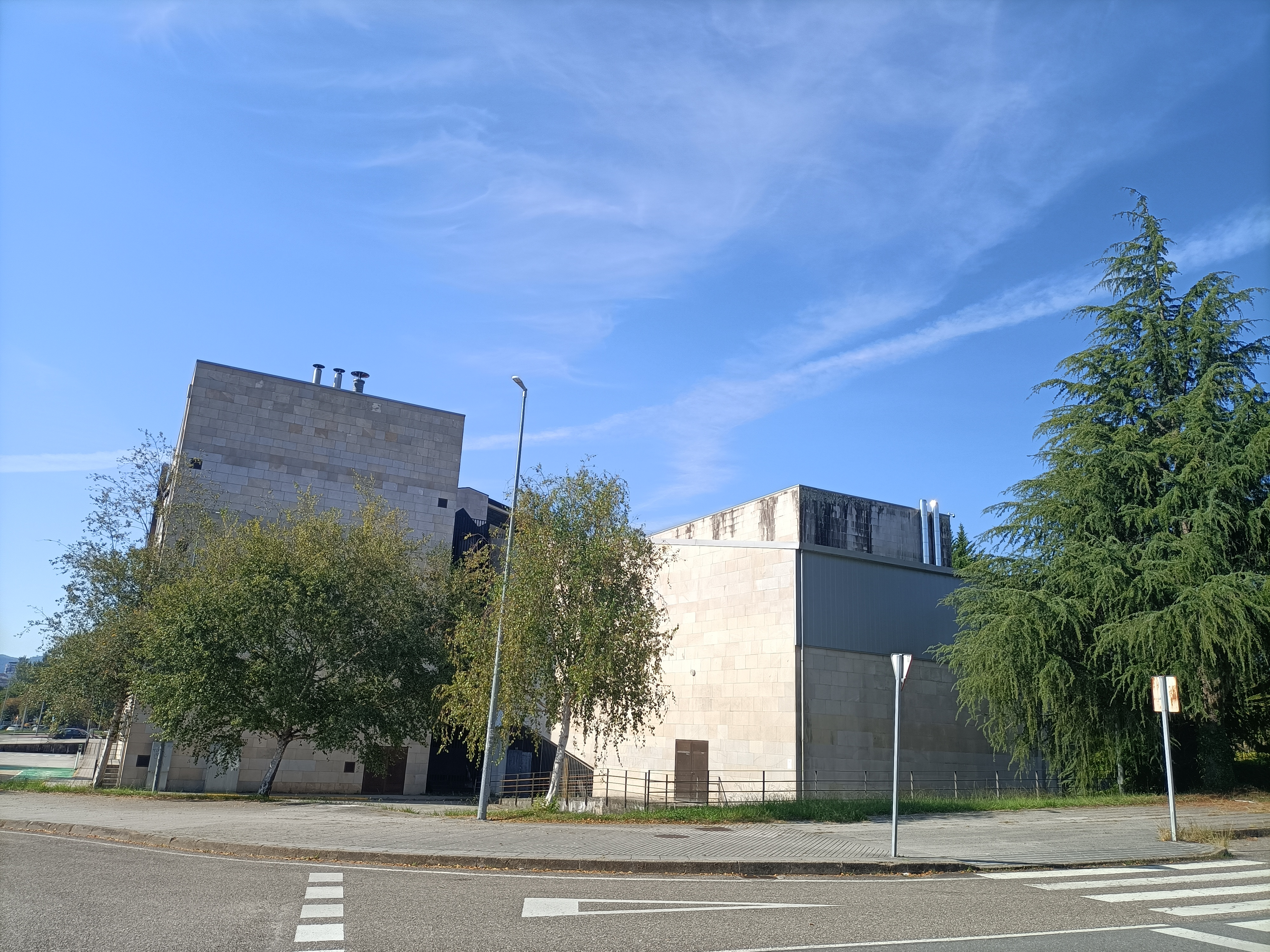
Fachada lateral nordeste

### Artigos relacionados
- Faculdade de Belas Artes de Pontevedra
- Campus de Pontevedra